# Danièle Karniewicz
Danièle Karniewicz, née le 14 octobre 1955 à Digoin (Saône-et-Loire) et morte le 31 décembre 2016 à Aix-en-Provence, est une syndicaliste française.

## Biographie
Fille de commerçants, Danièle Karniewicz est ingénieure chimiste de formation. Elle commence sa carrière dans le groupe industriel Pechiney en 1978, avant de travailler pour Elf Aquitaine et Arkema.
En 1983, elle s'encarte à la CFE-CGC, puis en devient militante en 1988, avant de diriger la fédération de la chimie en 1995. En 2001, elle devient présidente de la Caisse nationale de l'assurance vieillesse des travailleurs salariés (CNAV) jusqu'en 2011.
De 2003 à 2005, Danièle Karniewicz est nommée à la CFE-CGC, secrétaire nationale de la protection sociale, chargée notamment des questions sur l'assurance maladie, la retraite, la politique familiale, la santé au travail ou encore la pénibilité.
En 2005, elle se présente à la présidence de la CFE-CGC, mais est battue par Bernard Van Craeynest.
En 2014, elle est jugée pour avoir émis entre 2009 et 2011 pour la CNAV, de fausses notes de frais pour obtenir un double remboursement de ses déplacements professionnels ; elle est relaxée de ces accusations,.
Danièle Karniewicz meurt le 31 décembre 2016 à la suite d'un cancer, à l'âge de 61 ans.